# NGC 1415
NGC 1415 (другие обозначения — IC 1983, ESO 482-33, MCG -4-9-47, IRAS03387-2243, AM 0338-224, PGC 13544) — галактика в созвездии Эридан.
Этот объект входит в число перечисленных в оригинальной редакции «Нового общего каталога».
Галактика NGC 1415 входит в состав группы галактик NGC 1395. Помимо NGC 1415 в группу также входят ещё 32 галактики.
Спектр галактики имеет линии ионизированных азота и серы. В NGC 1415 были обнаружены области эмиссии водорода-альфа вдоль юго-восточного и северо-западного спиральных рукавов.
В галактике имеется ионизированный газ, образующий околоядерное кольцо, а также ядерный или околоядерный его поток, слегка выходящий за пределы плоскости диска.